# Ocyptamus levissimus
Ocyptamus levissimus är en tvåvingeart som först beskrevs av Austen 1893.  Ocyptamus levissimus ingår i släktet Ocyptamus och familjen blomflugor. Inga underarter finns listade i Catalogue of Life.